# Miconia pujana
Miconia pujana är en tvåhjärtbladig växtart som beskrevs av Markgr.. Miconia pujana ingår i släktet Miconia och familjen Melastomataceae. Inga underarter finns listade i Catalogue of Life.